# Mezőtelegdi református templom
A mezőtelegdi református templom műemlékké nyilvánított templom Romániában, Bihar megyében. A romániai műemlékek jegyzékében a BH-II-m-A-01215 sorszámon szerepel.